# Pomeni imen asteroidov: 4501–5000
Pregled pomenov imen asteroidov (malih planetov) od številke 4501 do 5000, ki jim je Središče za male planete dodelilo številko in so pozneje dobili tudi uradno ime  v skladu z dogovorjenim načinom imenovanja. Pregled je preverjen z Schmadelovim Slovarjem imen malih planetov (Dictionary of Minor Planet Names). Izvor nekaterih imen je pojasnjen tudi v Okrožnicah centra za male planete (Minor Planet Circulars ali MPC). Kadar je pojasnilo najdeno tudi v reviji Sky and Telescope (S&T), je to navedeno.
Pregled pojasnjuje izvor oziroma pomen imen asteroidov, ki ga je priznala Mednarodna astronomska zveza (IAU). Nekateri asteroidi imajo imajo dodatno pojasnilo o izvoru imena, ki pa vedno ni popolnoma zanesljivo (oznaka "†"). Pojasnilo o izvoru imena, ki je označeno z * je potrebno preveriti ali poiskati še v Slovarju imen malih planetov.
| Ime                   | Začasna oznaka | Izvor imena |
| 4501–4600             | 4501–4600      | 4501–4600 |
| --------------------- | -------------- | --- |
| 4501 Eurypylos        | 1989 CJ3       | Evripil, mitološki kralj Tesalije [MPC 17031] † |
| 4502 Elizabethann     | 1989 KG        | * |
| 4503 Cleobulus        | 1989 WM        | Klobel iz Rodosa, eden izmed sedmih modrih mož antike * |
| 4504 Jenkinson        | 1989 YO        | Eleonora ("Nora") Jenkinson, britanski ljubiteljski astronom † Arhivirano 2007-09-28 na Wayback Machine. |
| 4505 Okamura          | 1990 DV1       | Keiičiro Okamura, japonski šolski ravnatelj* |
| 4506 Hendrie          | 1990 FJ        | Michael Hendrie, britanski ljubiteljski astronom in pisatelj, dopisnik časopisa The Times za astronomijo * |
| 4507 -                | 1990 FV        | * |
| 4508 Takatsuki        | 1990 FG1       | Yukihiro Takatsuki, urednik japonskega astronomskega časopisa |
| 4509 Gorbatskij       | A917 SG        | Vitalij Gerasimovič Gorbatskij, ruski astronom* |
| 4510 Shawna           | 1930 XK        | * |
| 4511 Rembrandt        | 1935 SP1       | Rembrandt Harmenszoon van Rijn, nizozemski slikar in graver † |
| 4512 Sinuhe           | 1939 BM        | Sinuhe, junak iz romana Egipčan Sinuhe , ki ga je napisal Mika Waltari (1908 – 1979)* |
| 4513 Louvre           | 1971 QW1       | muzej Louvre, Pariz, Francija* |
| 4514 Vilen            | 1972 HX        | * |
| 4515 Khrennikov       | 1973 SD6       | Tihon Nikolajevič Hrenikov (rusko Тихон Николаевич Хренников), (1913 – 2007), ruski skladatelj* |
| 4516 Pugovkin         | 1973 SN6       | Mikhail Ivanovič Pugovkin, ruski komik * |
| 4517 Ralpharvey       | 1975 SV        | Ralph Harvey, ameriški strokovnjak za meteorite * |
| 4518 Raikin           | 1976 GP3       | Arkady Raikin, ruski umetnik |
| 4519 Voronezh         | 1976 YO4       | mesto Voronež (rusko Воро́неж), Rusija* |
| 4520 Dovzhenko        | 1977 QJ3       | Aleksander Petrovič Dovženko (ukrajinsko Олекса́ндр Петро́вич Довже́нко) (1894 – 1956), ukrajinski filmar* |
| 4521 Akimov           | 1979 FU2       | Nikolaj Pavlovič Akimov (1901 – 1968), ukrajinski scenski in odrski oblikovalec * |
| 4522 Britastra        | 1980 BM        | okrajšava za Britanska astronomska zveza (British Astronomical Association ali BAA)* |
| 4523 MIT              | 1981 DM1       | kratica za Tehnološki inštitut Massachusettsa (Massachusetts Institute of Technology ali MIT) |
| 4524 Barklajdetolli   | 1981 RV4       | princ Michael Andreas Barclay de Tolly, ruski feldmaršal škotskega porekla * |
| 4525 Johnbauer        | 1982 JB3       | John Bauer, ameriški učitelj astronomije in fizike † |
| 4526 Konko            | 1982 KN1       | Konkō, Okayama, Japonska |
| 4527 Schoenberg       | 1982 OK        | Arnold Schoenberg, avstrijsko-ameriški skladatelj* |
| 4528 Berg             | 1983 PP        | Alban Berg, avstrijski skladatelj* |
| 4529 Webern           | 1984 ED        | Anton Webern, avstrijski skladatelj* |
| 4530 Smoluchowski     | 1984 EP        | Roman Smoluchowski, na Poljskem rojen fizik in astrofizik † |
| 4531 Asaro            | 1985 FC        | Frank Asaro, ameriški jedrski kemik in prijatelj Walterja in Louisa Alvareza * |
| 4532 Copland          | 1985 GM1       | Aaron Copland, ameriški skladatelj [MPC 18142] |
| 4533 Orth             | 1986 EL        | Charles J. Orth, ameriški geokemik* |
| 4534 Rimskij-Korsakov | 1986 PV4       | Nikolaj Rimski-Korsakov (rusko Никола́й Андре́евич Ри́мский-Ко́рсаков), ruski skladatelj* |
| 4535 Adamcarolla      | 1986 QV2       | Adam Carolla, ameriški radijski in televizijski igralec in komediant, ki je sodeloval v združenem radijskem programu Loveline † |
| 4536 Drewpinsky       | 1987 DA6       | David Drew Pinsky (Dr. Drew), ameriški doktor, ki je sodeloval v združenem radijskem programu Loveline † |
| 4537 Valgrirasp       | 1987 RR3       | Valentin Grigorjevič Rasputin, sovjetski pisatelj [MPC 22502] |
| 4538 -                | 1988 TP        | - |
| 4539 Miyagino         | 1988 VU1       | Mijagino-ku, Sendai, Mijagi, Japonska |
| 4540 Oriani           | 1988 VY1       | Barnaba Oriani (Barnabus Oriani), italijanska astronomka † |
| 4541 Mizuno           | 1989 AF        | Jošikane Mizuno, japonski ljubiteljski astronom |
| 4542 Mossotti         | 1989 BO        | Ottaviano-Fabrizio Mossotti, italijanski fizik in astronom* |
| 4543 Phoinix          | 1989 CQ1       | Feniks, bojevnik iz grške mitologije [MPC 18143] |
| 4544 Xanthus          | 1989 FB        | Ksant, eden izmed Ahilovih božanskih konjev v Iliadi. Xanthus (ali Xanthos) je tudi ime božje reke (znana tudi kot Skamander)* |
| 4545 -                | 1989 SB11      | * |
| 4546 Franck           | 1990 EW2       | César Franck, belgijski skladatelj † |
| 4547 Massachusetts    | 1990 KP        | Massachusetts, Združene države Amerike* |
| 4548 Wielen           | 2538 P-L       | Roland Wielen, nemški astronom [MPC 18143] |
| 4549 Burkhardt        | 1276 T-2       | Gernot Burkhardt, nemški astronom, soizdajatelj Astronomy and Astrophysics Abstracts [MPC 18143] † Arhivirano 2007-06-24 na Wayback Machine. |
| 4550 Royclarke        | 1977 HH1       | Roy Slayton Clarke, ameriški mineralog in strokovnjak za meteorite* |
| 4551 Cochran          | 1979 MC        | Anita Light Cochran, ameriška astronomka in William David Cochran, ameriški astronom* |
| 4552 Nabelek          | 1980 JC        | Jan Nabelek, moravski učitelj † |
| 4553 Doncampbell      | 1982 RH        | * |
| 4554 Fanynka          | 1986 UT        | "Fanynka" Burian, prijateljica odkritelja † |
| 4555 -                | 1987 QL        | * |
| 4556 Gumilyov         | 1987 QW10      | * |
| 4557 Mika             | 1987 XD        | Mika Watanabe, žena enega izmed odkriteljev |
| 4558 Janesick         | 1988 NF        | James R. Janesick, ameriški inženir optike * |
| 4559 Strauss          | 1989 AP6       | Johann Strauss II, avstrijski skladatelj [MPC 17031] |
| 4560 Klyuchevskij     | 1976 YD2       | Vasily Klyuchevsky, ruski zgodovinar * |
| 4561 Lemeshev         | 1978 RY5       | Sergej Jakovlevič Lemešev (rusko Серге́й Я́ковлевич Ле́мешев), ruski operni pevec* |
| 4562 Poleungkuk       | 1979 UD2       | minister zdravja v Hong Kongu |
| 4563 Kahnia           | 1980 OG        | * |
| 4564 Clayton          | 1981 ET16      | Robert N. Clayton, kanadsko-ameriški kozmokemik * |
| 4565 Grossman         | 1981 EZ17      | Lawrence Grossman, kanadsko-ameriški geofizik † Arhivirano 2005-08-29 na Wayback Machine. |
| 4566 Chaokuangpiu     | 1981 WM4       | Kuang-Piu Čao, Ljudska republika Kitajska* |
| 4567 Bečvář           | 1982 SO1       | Antonín Bečvář, slovaški astronom † |
| 4568 Menkaure         | 1983 RY3       | * |
| 4569 Baerbel          | 1985 GV1       | * |
| 4570 Runcorn          | 1985 PR        | Keith Runcorn (Stanley Keith Runcorn), britanski geofizik* |
| 4571 Grumiaux         | 1985 RY3       | Arthur Grumiaux, belgijski violinist * |
| 4572 Brage            | 1986 RF        | Brage, bog poezije in glasbe v nordijski mitologiji [MPC 22502] |
| 4573 Piešťany         | 1986 TP6       | * |
| 4574 Yoshinaka        | 1986 YB        | Minamoto no Jošinaka, eden izmed prvih samurajev |
| 4575 Broman           | 1987 ME1       | Brian Roman, ameriški astronom* |
| 4576 -                | 1988 CC        | * |
| 4577 Chikako          | 1988 WG        | Chikako Mitsuhashi (tudi Mihashi), japonski astronomski vzgojitelj * |
| 4578 Kurashiki        | 1988 XL1       | Kurashiki, Okayama, Japonska* |
| 4579 Puccini          | 1989 AT6       | Giacomo Puccini, italijanski operni skladatelj* |
| 4580 Child            | 1989 EF        | Jack B. Child, astronom* |
| 4581 Asclepius        | 1989 FC        | Asklepij, bog medicine v grški mitologiji* |
| 4582 Hank             | 1989 FW        | * |
| 4583 Lugo             | 1989 RL4       | Raymond Lugo, ameriški namestnik vodje izstrelitve pri NASA-i v misiji New Horizons (Pluton-Kuiperjev pas) † |
| 4584 Akan             | 1990 FA        | narodni park Akan, Hokkaidō, Japonska |
| 4585 Ainonai          | 1990 KQ        | Ainonai, Hokkaidō, Japonska |
| 4586 Gunvor           | 6047 P-L       | Gunvor Ulla Marie Ollongren-Lundgren, žena nizozemskega astronoma Alexandra Ollongrena [MPC 18143] |
| 4587 Rees             | 3239 T-2       | Martin John Rees, angleški astronom [MPC 18143] |
| 4588 Wislicenus       | 1931 EE        | Johannes Wislicenus, nemški kemik* |
| 4589 McDowell         | 1933 OB        | Jonathan Christopher McDowell, ameriški astrofizik [MPC 22502] † |
| 4590 Dimashchegolev   | 1968 OG1       | Dmitrij Evgenevič Šegolev, ruski astronom |
| 4591 Bryantsev        | 1975 VZ        | * |
| 4592 Alkissia         | 1979 SQ11      | Aleksej Alekseevič Kiselev, ruski astronom |
| 4593 Reipurth         | 1980 FV1       | Bo Reipurth, danski astronom † Arhivirano 2007-06-24 na Wayback Machine. |
| 4594 Dashkova         | 1980 KR1       | Ekaterina Romanovna Daškova, ruska princesa [MPC 22502] |
| 4595 Prinz            | 1981 EZ2       | Martin Prinz, ameriški skrbnik za meteorite v Ameriškem prirodoslovnem muzeju* |
| 4596 -                | 1981 QB        | * |
| 4597 Consolmagno      | 1983 UA1       | Guy Joseph Consolmagno, ameriški astronom* |
| 4598 Coradini         | 1985 PG1       | Marcello Coradini, italijanski planetarni strokovnjak ali Angioletta Coradini, italijanski planetarni strokovnjak * |
| 4599 Rowan            | 1985 RZ2       | Michael Rowan-Robinson, britanski astronom † |
| 4600 Meadows          | 1985 RE4       | Jack Meadows, britanski astronom † |
| 4601–4700             |                | |
| 4601 Ludkewycz        | 1986 LB        | dekliški priimek v Ukrajini rojene matere odkritelja Mariana Rudnyka, ki je bil ameriški astronom pri NASA-i, pisatelj, izdelovalec risank, planetarni strokovnjak in umetnik ter strokovnjak za posebne efekte v Hollywoodu                                  |
| 4602 Heudier          | 1986 UD3       | Jean Louis Heudier, francoski astronom † Arhivirano 2004-11-28 na Wayback Machine. |
| 4603 Bertaud          | 1986 WM3       | Charles Bertaud, francoski astronom* |
| 4604 -                | 1987 SK        | * |
| 4605 Nikitin          | 1987 SV17      | * |
| 4606 Saheki           | 1987 UM1       | Tsuneo Saeki, japonski astronom* |
| 4607 Seilandfarm      | 1987 WR        | farma Seiland, Hokkaidō, Japonska |
| 4608 Wodehouse        | 1988 BW3       | Sir Pelham Grenville Wodehouse, KBE, britanski comic writer † |
| 4609 Pizarro          | 1988 CT3       | Guido and Oscar Pizarro, Čilean astronoms † |
| 4610 Kájov            | 1989 FO        | Kájov, Češka † |
| 4611 Vulkaneifel      | 1989 GR6       | * |
| 4612 Greenstein       | 1989 JG        | Jesse L. Greenstein (1909 – 2002), ameriški astronom* |
| 4613 Mamoru           | 1990 OM        | Mamoru Mohri, japonski astronavt [MPC 21131] |
| 4614 Masamura         | 1990 QN        | Kazutada Masamura, japonski ljubiteljski astronom |
| 4615 Zinner           | A923 RH        | Ernst Zinner, nemški astronom in zgodovinar astronomije [MPC 22502] |
| 4616 Batalov          | 1975 BF        | Aleksej Vladimirovič Batalov (rusko Алексе́й Влади́мирович Бата́лов) (rojen 1928), ruski igralec [MPC 22503] |
| 4617 Zadunaisky       | 1976 DK        | Pedro Zadunaisky argentinski astronom in matematik. |
| 4618 Shakhovskoj      | 1977 RJ3       | * |
| 4619 Polyakhova       | 1977 RB7       | * |
| 4620 Bickley          | 1978 OK        | * |
| 4621 Tambov           | 1979 QE10      | * |
| 4622 Solovjova        | 1979 WE2       | * |
| 4623 Obraztsova       | 1981 UT15      | Elena Vasiljevna Obracova, ruska pevka [MPC 22503] |
| 4624 Stefani          | 1982 FV2       | * |
| 4625 Shchedrin        | 1982 UG6       | Rodion Konstantinovič Ščedrin (rusko Родион Константинович Щедрин) (rojen 1932), ruski skladatelj* |
| 4626 Plisetskaya      | 1984 YU1       | Maja Plisetskaja, ruska balerina, žena Konstantinoviča Ščedrina* |
| 4627 -                | 1985 RT2       | - |
| 4628 Laplace          | 1986 RU4       | Pierre-Simon Marquis de Laplace, francoski matematik in astronom † |
| 4629 Walford          | 1986 TD7       | * |
| 4630 Chaonis          | 1987 WA        | * |
| 4631 Yabu             | 1987 WE1       | Yasuo Yabu, japonski ljubiteljski astronom [MPC 21131] |
| 4632 -                | 1987 YB        | - |
| 4633 -                | 1988 AJ5       | - |
| 4634 Shibuya          | 1988 BA        | Šibuja, Tokio, Japonska |
| 4635 Rimbaud          | 1988 BJ1       | Arthur Rimbaud (1854 – 1891), francoski pesnik † |
| [[4636 Chile          | 1988 CJ5       | država Čile † |
| 4637 Odorico          | 1989 CT        | Sandro D'Odorico, italijanski astronom* |
| 4638 Estens           | 1989 EG        | * |
| 4639 Minox            | 1989 EK2       | Minox, miniaturna kamera |
| 4640 Hara             | 1989 GA        | Megumi Hara, japonski ljubiteljski astronom |
| 4641 -                | 1990 QT3       | * |
| 4642 Murchie          | 1990 QG4       | Scott L. Murchie iz Laboratorija uporabne fizike (Applied Physics Laboratory) na Univerzi Johnsa Hopkinsa, sodeloval je tudi pri misiji NEAR Shoemaker † |
| 4643 Cisneros         | 1990 QD6       | * |
| 4644 Oumu             | 1990 SR3       | Ōmu, Hokaidō, Japonska |
| 4645 Tentaikojo       | 1990 SP4       | astronomski muzej v Saporu, Japonska, pomeni "Zvezdna tovarna" |
| 4646 Kwee             | 4009 P-L       | Kiem Keng Kwee, nizozemski astronom † |
| 4647 Syuji            | 1931 TU1       | Šuji Hajakaa, japonski astronom |
| 4648 Tirion           | 1931 UE        | Wil Tirion, nizozemski astronomski kartograf [MPC 22503] † |
| 4649 Sumoto           | 1936 YD        | mestoSumoto, Hyōgo, Japonska [MPC 22503] |
| 4650 Mori             | 1950 TF        | Kiyoshi Mori, japonski ljubiteljski astronom |
| 4651 Wongkwancheng    | 1957 UK1       | Kwan-Cheng Wang, Ljudska republika Kitajska* |
| 4652 Iannini          | 1975 QO        | Gualberto M. Iannini, argentinski astronom* |
| 4653 Tommaso          | 1976 GJ2       | * |
| 4654 Gor'kavyj        | 1977 RJ6       | * |
| 4655 Marjoriika       | 1978 RS        | * |
| 4656 -                | 1978 VZ3       | * |
| 4657 Lopez            | 1979 SU9       | * |
| 4658 Gavrilov         | 1979 SO11      | * |
| 4659 Roddenberry      | 1981 EP20      | Eugene Wesley (Gene) Roddenberry (1921 – 1991), ameriški ustvarjalec znanstvenofantastičnih televizijskih nanizank Zvezdne steze |
| 4660 Nereus           | 1982 DB        | titan Nerej. Ime je bilo izbrano na tekmovanju, ki ga je organizirala Planetarna družba (Planetary Society) |
| 4661 Yebes            | 1982 WM        | * |
| 4662 -                | 1984 HL        | * |
| 4663 -                | 1984 SM1       | * |
| 4664 Hanner           | 1985 PJ        | Martha Hanner, ameriški astronom* |
| 4665 Muinonen         | 1985 TZ1       | Karri Muinonen, finski astronom* |
| 4666 Dietz            | 1986 JA1       | Robert S. Dietz (1914-1995), ameriški geolog, začetnik raziskovanja zemeljskih udarnih kraterjev * |
| 4667 Robbiesh         | 1986 VC        | * |
| 4668 -                | 1987 DX5       | * |
| 4669 Høder            | 1987 UF1       | Høder, bog iz nordijske mitologije [MPC 22503] |
| 4670 Yoshinogawa      | 1987 YJ        | reka Jošino, Japonska |
| 4671 Drtikol          | 1988 AK1       | František Drtikol, češki fotograf † |
| 4672 Takuboku         | 1988 HB        | Takuboku Ishikawa, japonski pesnik [MPC 21131] |
| 4673 Bortle           | 1988 LF        | John E. Bortle, ameriški ljubiteljski astronom* |
| 4674 Pauling          | 1989 JC        | Linus Carl Pauling, ameriški kemik * |
| 4675 Ohboke           | 1990 SD        | Oboke Gorge, Japonska* |
| 4676 Uedaseiji        | 1990 SD4       | Seiji Ueda, japonski ljubiteljski astronom [MPC 22503] |
| 4677 Hiroshi          | 1990 SQ4       | Hiroši Kaneda, japonski ljubiteljski astronom [MPC 22503] |
| 4678 Ninian           | 1990 SS4       | * |
| 4679 Sybil            | 1990 TR4       | * |
| 4680 Lohrmann         | 1937 QC        | Wilhelm Gotthelf Lohrmann, nemški geodet in selenograf † ‡ |
| 4681 Ermak            | 1969 TC2       | * |
| 4682 Bykov            | 1973 SO4       | Oleg P. Bikov, ruski astronom ali Andrej Mihailovič Bikov, ruska astronoma* |
| 4683 Veratar          | 1976 GJ1       | * |
| 4684 Bendjoya         | 1978 GJ        | * |
| 4685 Karetnikov       | 1978 SP6       | Valentin Grigorjevič Karetnikov, ukrajinski(?) astronom* |
| 4686 Maisica          | 1979 SX2       | Maria Luisa Grima Garcia, španska hotelirka [MPC 22503] |
| 4687 Brunsandrej      | 1979 SJ11      | Andrei V. Bruns, ukrajinski(?) astronom* |
| 4688 -                | 1980 WF        | * |
| 4689 Donn             | 1980 YB        | Bertram Donn, ameriški astronom* |
| 4690 Strasbourg       | 1983 AJ        | mesto Strasbourg, Francija* |
| 4691 Toyen            | 1983 TU        | Toyen (Marie Čermínová), češka fotografinja † |
| 4692 SIMBAD           | 1983 VM7       | SIMBAD, astronomska baza podatkov v Strasbourgu* |
| 4693 Drummond         | 1983 WH        | Jack Donald Drummond, ameriški astronom* |
| 4694 Festou           | 1985 PM        | Michel Festou, francoski astronom* |
| 4695 -                | 1985 RU3       | * |
| 4696 Arpigny          | 1985 TP        | Claude Arpigny, belgijski astronom* |
| 4697 -                | 1986 QO        | * |
| 4698 Jizera           | 1986 RO1       | reka Jizera, Češka † |
| 4699 Sootan           | 1986 VE        | * |
| 4700 Carusi           | 1986 VV6       | Andrea Carusi, italijanski astronom † Arhivirano 2006-05-17 na Wayback Machine. |
| 4701–4800             |                | |
| 4701 Milani           | 1986 VW6       | Andrea Milani, italijanski astronom* |
| 4702 Berounka         | 1987 HW        | reka Berounka, Češka † |
| 4703 Kagoshima        | 1988 BL        | Kagošima, Japonska[MPC 18143] |
| 4704 Sheena           | 1988 BE5       | * |
| 4705 Secchi           | 1988 CK        | Pietro Angelo Secchi, italijanski astronom in spektroskopist * |
| 4706 Dennisreuter     | 1988 DR        | Dennis Reuter iz Nasinega Goddardovega Space Flight Centra, tudi raziskovalec v misiji Pluton-Kuiperjev pas* |
| 4707 Khryses          | 1988 PY        | Hris (grško Χρύσης: Hrises) , v grški mitologiji duhovnik Apolona v bližini mesta Troja [MPC 18144] |
| 4708 Polydoros        | 1988 RT        | Polydorus, princ iz Troje [MPC 18144] |
| 4709 Ennomos          | 1988 TU2       | Ennomos, mitološka oseba, povezana s trojansko vojno [MPC 18144] |
| 4710 Wade             | 1989 AX2       | * |
| 4711 Kathy            | 1989 KD        | * |
| 4712 Iwaizumi         | 1989 QE        | Iwaizumi, Iwate, Japonska |
| 4713 Steel            | 1989 QL        | Duncan Steel (Duncan I. Steel), britanski astronom* |
| 4714 Toyohiro         | 1989 SH        | Toyohiro Akiyama, japonski kozmonavt [MPC 21131] |
| 4715 -                | 1989 TS1       | - |
| 4716 Urey             | 1989 UL5       | Harold Clayton Urey (1893 – 1981), ameriški fizik, dobitnik Nobelove nagrade za kemijo v letu 1934 * |
| 4717 Kaneko           | 1989 WX        | Isao Kaneko, japonski astronomski vzgojitelj |
| 4718 Araki            | 1990 VP3       | Chikara Araki, japonski astronomski fotograf [MPC 22503] |
| 4719 Burnaby          | 1990 WT2       | mesto Burnaby, Kanada [MPC 21132] † Arhivirano 2005-08-29 na Wayback Machine. |
| 4720 Tottori          | 1990 YG        | mesto Totori, Japonska [MPC 22503] |
| 4721 Atahualpa        | 4239 T-2       | Atahualpa, inkovski vladar* |
| 4722 Agelaos          | 4271 T-3       | Agelaj, mitološka oseba, povezana s trojansko vojno* |
| 4723 Wolfgangmattig   | 1937 TB        | Wolfgang Mattig, nemški fizik, strokovnjak za Sonce, in kozmolog [MPC 22503] |
| 4724 Brocken          | 1961 BC        | gora Brocken, Nemčija [MPC 18144] |
| 4725 Milone           | 1975 YE        | Eugene Milone, ameriško/kanadski astronom* |
| 4726 Federer          | 1976 SV10      | Charles in Helen Federer, ustanovitelja revije Sky & Telescope (Nebo in teleskop)* |
| 4727 Ravel            | 1979 UD1       | Joseph-Maurice Ravel, francoski skladatelj [MPC 18144] |
| 4728 Lyapidevskij     | 1979 VG        | Anatolij Ljapidevski, sovjetski letalec in general * |
| 4729 Mikhailmil'      | 1980 RO2       | * |
| 4730 Xingmingzhou     | 1980 XZ        | Xing-Ming Zhou, Ljudska republika Kitajska ljubiteljski astronom* |
| 4731 Monicagrady      | 1981 EE9       | Monica Grady, voditeljica oddelka petrologije in meteoritike v Prirodoslovnem muzeju (Natural History Museum) v Londonu * |
| 4732 Froeschlé        | 1981 JG        | Claude Froeschlé, francoski astronom* |
| 4733 ORO              | 1982 HB2       | * |
| 4734 Rameau           | 1982 UQ3       | Jean-Philippe Rameau, francoski skladatelj [MPC 18144] |
| 4735 Gary             | 1983 AN        | * |
| 4736 Johnwood         | 1983 AF2       | John A. Wood, ameriški planetarni geolog in mineralog* |
| 4737 Kiladze          | 1985 QO6       | Rolan Il'ich Kiladze, gruzijski |
| 4738 -                | 1985 RZ4       | * |
| 4739 Tomahrens        | 1985 TH1       | Thomas J Ahrens, ameriški geofizik † Arhivirano 2010-07-23 na Wayback Machine. |
| 4740 Veniamina        | 1985 UV4       | Veniamin Vasiljevič Somov, brat odkritelja [MPC 22503] |
| 4741 Leskov           | 1985 VP3       | Nikolay Leskov, ruski pisec kratkih zgodb * |
| 4742 Caliumi          | 1986 WG        | * |
| 4743 Kikuchi          | 1988 DA        | Roko Kikuči, rezerva prvega japonskega kozmonavta [MPC 21132] |
| 4744 -                | 1988 RF5       | - |
| 4745 Nancymarie       | 1989 NG1       | * |
| 4746 Doi              | 1989 TP1       | Takao Doi (rojen 1954), japonski astronavt [MPC 21132] |
| 4747 Jujo             | 1989 WB        | papirna industrija z imenom Jūjō (Jūjō Paper Industries), Japonska |
| 4748 Tokiwagozen      | 1989 WV        | Tokiwagozen, mati Minamota no Jošitsune [MPC 21132] |
| 4749 -                | 1989 WE1       | - |
| 4750 Mukai            | 1990 XC1       | Čiaki Mukai (rojen 1952) japonski doktor medicine in astronavt pri Japonski vesoljski agenciji (JAXA) [MPC 21132] |
| 4751 Alicemanning     | 1991 BG        | Alice K. Manning, žena odkritelja [MPC 18144] |
| 4752 Myron            | 1309 T-2       | Miron, kipar iz Stare Grčije |
| 4753 Phidias          | 4059 T-3       | Fidija, kipar iz Stare Grčije* |
| 4754 Panthoos         | 5010 T-3       | Panthoos, mitološka oseba povezana s trojansko vojno * |
| 4755 Nicky            | 1931 TE4       | * |
| 4756 Asaramas         | 1950 HJ        | sestavljeno iz "Asociación Argentina Amigos de la Astronomía", ki je ljubiteljska astronomska zveza v Argentini [MPC 22503] |
| 4757 Liselotte        | 1973 ST        | * |
| 4758 Hermitage        | 1978 SN4       | * |
| 4759 -                | 1978 VG10      | - |
| 4760 Jia-xiang        | 1981 GN1       | Jia-Xiang Čang, kitajski astronom* |
| 4761 Urrutia          | 1981 QC        | * |
| 4762 Dobrynya         | 1982 SC6       | * |
| 4763 Ride             | 1983 BM        | Sally Kristen Ride, ameriška astronavtka* |
| 4764 Joneberhart      | 1983 CC        | Jonathan Eberhart, pisec znanstvene fantastike † Arhivirano 2008-04-25 na Wayback Machine. |
| 4765 Wasserburg       | 1986 JN1       | Gerald J. Wasserburg, ameriški geolog in geofizik † Arhivirano 2007-09-27 na Wayback Machine. |
| 4766 Malin            | 1987 FF1       | Michael Charles Malin, ameriški planetarni strokovnjak * |
| 4767 Sutoku           | 1987 GC        | Emperor Sutoku, Japonska |
| 4768 Hartley          | 1988 PH1       | Malcolm Hartley, britanski astronom* |
| 4769 Castalia         | 1989 PB        | Castalia, nimfa v grški mitologiji |
| 4770 Lane             | 1989 PC        | * |
| 4771 Hayashi          | 1989 RM2       | Košuke Hajaši, japonski učitelj astronomije * |
| 4772 -                | 1989 VM        | * |
| 4773 Hayakawa         | 1989 WF        | Kazuo Hayakawa, japonski mineralog |
| 4774 Hobetsu          | 1991 CV1       | mesto Hobetsu, Japonska |
| 4775 Hansen           | 1927 TC        | * |
| 4776 Luyi             | 1975 VD        | Luyi, Ljudska republika Kitajska |
| 4777 Aksenov          | 1976 SM2       | * |
| 4778 Fuss             | 1978 TV8       | * |
| 4779 Whitley          | 1978 XQ        | * |
| 4780 Polina           | 1979 HE5       | * |
| 4781 Sládkovič        | 1980 TP        | Andrej Sládkovič, slovaški pesnik † |
| 4782 Gembloux         | 1980 TH3       | občina Gembloux, Belgija* |
| 4783 Wasson           | 1983 AH1       | John Wasson, ameriški geokemik † Arhivirano 2009-02-03 na Wayback Machine. |
| 4784 -                | 1984 DF1       | * |
| 4785 Petrov           | 1984 YH1       | Andrej Pavlovič Petrov (rusko Андрей Павлович Петров) (1930 – 2006), ruski skladatelj |
| 4786 Tatianina        | 1985 PE2       | * |
| 4787 Shul'zhenko      | 1986 RC7       | Klavdia Šulzhenko, sovjetska pevka vojnih in popularnih pesmi * |
| 4788 Simpson          | 1986 TL1       | * |
| 4789 Sprattia         | 1987 UU2       | Christopher E. Spratt, kanadski astronom † Arhivirano 2005-08-29 na Wayback Machine. |
| 4790 Petrpravec       | 1988 PP        | Petr Pravec, češki astronom* |
| 4791 Iphidamas        | 1988 PB1       | Iphidamas, mitološka oseba povezana s trojansko vojno * |
| 4792 Lykaon           | 1988 RK1       | Likaon, sin Priama, kralja Troje |
| 4793 -                | 1988 RR4       | - |
| 4794 Bogard           | 1988 SO2       | Donald Bogard, ameriški strokovnjak za meteorite (meteoritik) |
| 4795 Kihara           | 1989 CB1       | Hideo Kihara, japonski ljubiteljski astronom [MPC 22503] |
| 4796 Lewis            | 1989 LU        | Joseph Walter Lewis, Jr. in Anne Beech Lewis, prijatelja odkritelja [MPC 21956] |
| 4797 Ako              | 1989 SJ        | mesto Akō, Hyōgo, Japonska |
| 4798 Mercator         | 1989 SU1       | Gerardus Mercator (Gerard De Kremer), flamski kartograf † |
| 4799 Hirasawa         | 1989 TC1       | Jasuo Hirasava, japonski ljubiteljski astronom* |
| 4800 -                | 1989 TG17      | - |
| 4801–4900             |                | |
| 4801 Ohře             | 1989 UR4       | reka Ohře, Češka † |
| 4802 Khatchaturian    | 1989 UA7       | Aram Ilič Hačaturjan, gruzijsko-armensko-ruski skladatelj* |
| 4803 Birkle           | 1989 XA        | Kurt Birkle, nemški astronom* |
| 4804 Pasteur          | 1989 XC1       | Louis Pasteur, francoski kemik in mikrobiolog † |
| 4805 Asteropaios      | 1990 VH7       | Asteropaj, mitološka oseba povezana s trojansko vojno * |
| 4806 Miho             | 1990 YJ        | Miho, mesto v prefekturi Šizuoka, Japonska |
| 4807 Noboru           | 1991 AO        | Noboru Jamada, japonski alpinist * |
| 4808 Ballaero         | 1925 BA        | * |
| 4809 Robertball       | 1928 RB        | Robert Stawell Ball, britanski astronom* |
| 4810 Ruslanova        | 1972 GL        | Lidija Ruslanova, ruska ljudska pevka* |
| 4811 Semashko         | 1973 SO3       | Nikolaj Aleksandrovič Semaško (rusko Николай Александрович Семашко), oče sovjetske medicine* |
| 4812 Hakuhou          | 1977 DL3       | Hakuhō, japonsko neuradno ime za obdobje v začetku 7. stoletja |
| 4813 Terebizh         | 1977 RR7       | * |
| 4814 Casacci          | 1978 RW        | Claudio Casacci, italijanski vesoljski strokovnjak * |
| 4815 Anders           | 1981 EA28      | Edward Anders, ameriški geokemik* |
| 4816 Connelly         | 1981 PK        | Robert Connelly, ameriški astronom* |
| 4817 -                | 1984 DC1       | * |
| 4818 Elgar            | 1984 EM        | Edward Elgar, britanski skladatelj* |
| 4819 Gifford          | 1985 KC        | * |
| 4820 Fay              | 1985 RZ        | * |
| 4821 Bianucci         | 1986 EE5       | Piero Bianucci, italijanski pisec znanstvene fantastike |
| 4822 Karge            | 1986 TC1       | * |
| 4823 Libenice         | 1986 TO3       | Libenice, češko arheološko najdišče † |
| 4824 Stradonice       | 1986 WL1       | Stradonice, Češka † |
| 4825 Ventura          | 1988 CS2       | grofija Ventura v Kaliforniji † |
| 4826 Wilhelms         | 1988 JO        | Donald Edward Wilhelms, ameriški planetarni geolog * |
| 4827 Dares            | 1988 QE        | Dares, mitološka oseba povezana s trojansko vojno* |
| 4828 Misenus          | 1988 RV        | Misen, mitološki bojevnik iz trojanske vojne |
| 4829 Sergestus        | 1988 RM1       | Sergest, mitološki Trojanec |
| 4830 -                | 1988 RG4       | - |
| 4831 Baldwin          | 1988 RX11      | * |
| 4832 Palinurus        | 1988 TU1       | Palinur, mitološki Trojanec |
| 4833 Meges            | 1989 AL2       | Mégês Fileïdês, bojevnik iz grške mitologije |
| 4834 Thoas            | 1989 AM2       | Thoas, mitološka oseba povezana s trojansko vojno* |
| 4835 -                | 1989 BQ        | - |
| 4836 Medon            | 1989 CK1       | Medôn, bojevnik iz grške mitologije |
| 4837 Bickerton        | 1989 ME        | Steven Bickerton, kanadski astronom ali Alexander William Bickerton, novozelandski astronom in professor kemije * |
| 4838 Billmclaughlin   | 1989 NJ        | William McLaughlin, ameriški astronom in vesoljski znanstvenik, nekaj časa je delal v Laboratoriju za reaktivni pogon (Jet Propulsion Laboratory ali JPL) |
| 4839 Daisetsuzan      | 1989 QG        | skupina vulkanskih vrhov Daisetsuzan, Japonska |
| 4840 Otaynang         | 1989 UY        | * |
| 4841 Manjiro          | 1989 UO3       | John Manjiro, japonski popotnik * |
| 4842 Atsushi          | 1989 WK        | Atsushi Takahashi, japonski ljubiteljski astronom [MPC 22503] |
| 4843 Mégantic         | 1990 DR4       | Mont Mégantic, observatorij v Québecu † Arhivirano 2005-08-29 na Wayback Machine. |
| 4844 Matsuyama        | 1991 BA2       | Masanori Matsujama, japonski ljubiteljski astronom [MPC 22503] |
| 4845 Tsubetsu         | 1991 EC1       | Tsubetsu, Hokkaidō, Japonska |
| 4846 Tuthmosis        | 6575 P-L       | Thutmosis, egipčanski faraon * |
| 4847 Amenhotep        | 6787 P-L       | Amenhotep IV, egipčanski faraon * |
| 4848 Tutenchamun      | 3233 T-2       | Tutankamon, egipčanski faraon * |
| 4849 Ardenne          | 1936 QV        | * |
| 4850 Palestrina       | 1973 UJ5       | Giovanni Pierluigi da Palestrina, italijanski skladatelj* |
| 4851 Vodop'yanova     | 1976 US1       | * |
| 4852 Pamjones         | 1977 JD        | * |
| 4853 Marielukac       | 1979 ML        | Marie R. Lukac, članica osebja na Ameriškem pomorskem observatoriju |
| 4854 Edscott          | 1981 ED27      | Edward R. D. Scott, ameriški strokovnjak za meteorite (meteoritik) * |
| 4855 Tenpyou          | 1982 VM5       | Tenpyō, japonsko ime obdobja od leta 729 do 749 |
| 4856 Seaborg          | 1983 LJ        | Glenn Theodore Seaborg, ameriški atomski znanstvenik * |
| 4857 Altgamia         | 1984 FM        | * |
| 4858 -                | 1985 UA        | * |
| 4859 Fraknoi          | 1986 TJ2       | Andrew Fraknoi, ameriški astronom in pisatelj † Arhivirano 2010-06-07 na Wayback Machine. |
| 4860 Gubbio           | 1987 EP        | mesto Gubbio, Italija, kraj, kjer se nahaja področje nepravilnosti vsebnosti iridija, ki izvira iz časov velikega izumrtja živali na prehodu iz krede v terciar (pred 65,5 milijoni let)*                                                                     |
| 4861 Nemirovskij      | 1987 QU10      | * |
| 4862 Loke             | 1987 SJ5       | Loke, bog nesreče v nordijski mitologiji [MPC 22504] |
| 4863 Yasutani         | 1987 VH1       | Keiki Yasutani, japonski astronomski fotograf [MPC 22504] |
| 4864 -                | 1988 RA5       | * |
| 4865 Sor              | 1988 UJ        | Fernando Sor, španski skladatelj za kitaro* |
| 4866 Badillo          | 1988 VB3       | oče Victor L. Badillo, filipinski jezuit in astronom, nekdanji direktor Observatorija v Manili, predsednik Filipinske astronomske družbe od 1972 do 1990 in honorarni direktor Filipinske astronomske zveze ‡ +                                               |
| 4867 Polites          | 1989 SZ        | * |
| 4868 Knushevia        | 1989 UN2       | * |
| 4869 Piotrovsky       | 1989 UE8       | Boris B. Piotrovski, ruski orientalist, direktor muzeja Ermitaž (rusko Государственный Эрмитаж ) |
| 4870 Shcherban'       | 1989 UK8       | * |
| 4871 Riverside        | 1989 WH1       | imenovano po Astronomski družbi Riverside (Astronomical Society Riverside)* |
| 4872 Grieg            | 1989 YH7       | Edvard Hagerup Grieg, norveški skladatelj* |
| 4873 Fukaya           | 1990 EC        | Fukaja, Saitama, Japonska |
| 4874 Burke            | 1991 AW        | James Burke, britanski zgodovinar znanosti, pisec, televizijski producent in svetovalec Planetarni družbi |
| 4875 Ingalls          | 1991 DJ        | Albert Graham Ingalls, ameriški znanstveni založnik in pisec člankov za ljubiteljske astronome in o izdelavi teleskopov, avtor knjige Izdelava teleskopa za amaterje ali James Gregory Ingalls, ameriški astronom, ali Richard P. Ingalls, ameriški astronom* |
| 4876 Strabo           | 1133 T-2       | Strabon (starogrško Στράβων Strábon), grški geograf, zgodovinar in filozof* |
| 4877 Humboldt         | 5066 T-2       | * |
| 4878 Gilhutton        | 1968 OF        | Ricardo Gil-Hutton, argentinski astronom † |
| 4879 Zykina           | 1974 VG        | Lyudmila Zykina, sovjetski pevec ljudskih pesmi, najljubši pevec Brežnjeva* |
| 4880 Tovstonogov      | 1975 TR4       | Georgij Aleksandrovič Tovstonogov (rusko Георгий Александрович Товстоногов) (1915 – 1989), ruski direktor po katerem se imenuje glavno gledališče v Sankt Petersburgu *                                                                                       |
| 4881 -                | 1975 XJ        | * |
| 4882 Divari           | 1977 QU2       | Nikolaj Borisovič Divari, ukrajinski astronom* |
| 4883 Korolirina       | 1978 RJ1       | * |
| 4884 Bragaria         | 1979 OK15      | * |
| 4885 Grange           | 1980 LU        | * |
| 4886 Kojima           | 1981 EZ14      | Hideyasu Kojima, japonski meteorolog |
| 4887 Takihiroi        | 1981 EV26      | Takahiro Hiroi, japonski planetarni znanstvenik* |
| 4888 Doreen           | 1981 JX1       | * |
| 4889 Praetorius       | 1982 UW3       | Michael Praetorius, nemški skladatelj* |
| 4890 Shikanosima      | 1982 VE4       | otok Šikanosima, Japonska [MPC 22504] |
| 4891 Blaga            | 1984 GR        | * |
| 4892 Chrispollas      | 1985 TV2       | Christian Pollas, francoski astronom* |
| 4893 Seitter          | 1986 PT4       | Waltraud Carola Seitter, nemški astronom † |
| 4894 Ask              | 1986 RJ        | Ask, v nordijski mitologiji prvi moški [MPC 22504] |
| 4895 Embla            | 1986 TK4       | Embla, v nordijski mitologiji prva ženska [MPC 22504] |
| 4896 Tomoegozen       | 1986 YA        | Tomoe Gozen, japonska samurajka |
| 4897 -                | 1987 QD6       | * |
| 4898 Nishiizumi       | 1988 FJ        | Kunihiko Nishiizumi, japonski jedrski kemik |
| 4899 Candace          | 1988 JU        | * |
| 4900 Maymelou         | 1988 ME        | * |
| 4901–5000             |                | |
| 4901 -                | 1988 VJ        | * |
| 4902 Thessandrus      | 1989 AN2       | Tesander, mitološka oseba povezana s trojansko vojno * |
| 4903 Ichikawa         | 1989 UD        | Kijotaka (ali Seikou) Ičikava, japonski ljubiteljski astronom* |
| 4904 Makio            | 1989 WZ        | Makio Akijama, japonski astronom* |
| 4905 Hiromi           | 1991 JM1       | Hiromi Takahaši, žena enega izmed odkriteljev [MPC 22504] |
| 4906 Seneferu         | 2533 P-L       | * |
| 4907 Zoser            | 7618 P-L       | * |
| 4908 Ward             | 1933 SD        | Steven Ward, tehnični strokovnjak za elektroniko na Harvard-Smithsonianovem centru za astrofiziko [MPC 22504] |
| 4909 Couteau          | 1949 SA1       | Paul Couteau, francoski astronom* |
| 4910 Kawasato         | 1953 PR        | Nobuhiro Kavasato, japonski ljubiteljski astronom [MPC 22504] |
| 4911 Rosenzweig       | 1953 UD        | Patricia Rosenzweig (Patricia Rosenzweig-Levy), venezuelska astronomka* |
| 4912 Emilhaury        | 1953 VX1       | Emil Haury, ameriški arheolog* |
| 4913 Wangxuan         | 1965 SO        | Wang Xuan (1937 – 2006), kitajski računalniški strokovnjak † |
| 4914 Pardina          | 1969 GD        | * |
| 4915 Solzhenitsyn     | 1969 TJ2       | Aleksandr Solženicin (rusko Алекса́ндр Иса́евич Солжени́цын) (1918 – 2008), ruski pisatelj * |
| 4916 Brumberg         | 1970 PS        | Viktor Aleksandrovič Brumberg, ruski astronom* |
| 4917 Yurilvovia       | 1973 SC6       | * |
| 4918 Rostropovich     | 1974 QU1       | Mstislav Rostropovič, ruski čelist in dirigent |
| 4919 Vishnevskaya     | 1974 SR1       | Galina Višnevskaja, ruska operna pevka, žena Mstislava Rostropoviča † |
| 4920 Gromov           | 1978 PY2       | * |
| 4921 Volonté          | 1980 SJ        | Gian Maria Volonté, italijanski igralec † |
| 4922 Leshin           | 1981 EH4       | Laurie Leshin, planetarni geolog |
| 4923 Clarke           | 1981 EO27      | Arthur Charles Clarke, britansko-šrilanski pisec znanstvene fantastike † |
| 4924 Hiltner          | 1981 EQ40      | William Albert Hiltner, ameriški astronom* |
| 4925 -                | 1981 XH2       | - |
| 4926 Smoktunovskij    | 1982 ST6       | Innokenty Smoktunovski, ruski igralec* |
| 4927 O'Connell        | 1982 UP2       | Daniel O'Connell, irski politik † ‡ |
| 4928 Vermeer          | 1982 UG7       | Vermeer van Delft, nizozemski slikar [MPC 22504] † |
| 4929 Yamatai          | 1982 XV        | Jamatai, področje antične Japonske [MPC 22504] |
| 4930 Rephiltim        | 1983 AO2       | * |
| 4931 Tomsk            | 1983 CN3       | mesto Tomsk, Rusija † |
| 4932 Texstapa         | 1984 EA1       | sestavljeno iz Texas Star Party (eno izmed največjih druženj ljubiteljskih astronomov v ZDA z imenom Star Party), zbiranje in zabava ljubiteljskih astronomov z namenom, da opazujejo nebo † Arhivirano 2006-02-07 na Wayback Machine.                        |
| 4933 -                | 1984 EN1       | - |
| 4934 Rhôneranger      | 1985 JJ        | Randall Graham, proizvajalec vin † Arhivirano 2007-09-30 na Wayback Machine. |
| 4935 Maslachkova      | 1985 PD2       | * |
| 4936 Butakov          | 1985 UY4       | * |
| 4937 Lintott          | 1986 CL1       | Chris Lintott, britanski astronom , soustvarjalec (od leta 2004) BBC-jevega mesečnega programa Nebo ponoči (The Sky at Night) † |
| 4938 -                | 1986 CQ1       | * |
| 4939 -                | 1986 QL1       | * |
| 4940 Polenov          | 1986 QY4       | Vasilij Dmitrievič Polenov (rusko Поленов Василий Дмитриевич) (1844 – 1927), ruski slikar [MPC 22504] |
| 4941 -                | 1986 UA        | * |
| 4942 -                | 1987 DU6       | * |
| 4943 Lac d'Orient     | 1987 OQ        | Lac de la Forêt d'Orient, Francija, znan počitniški kraj za odkritelje asteroidov † |
| 4944 Kozlovskij       | 1987 RP3       | Ivan Semjonovič Kozlovskij (rusko Іван Семенович Козловський) (1900 – 1993), ruski operni pevec [MPC 22504] |
| 4945 Ikenozenni       | 1987 SJ        | žena Taire no Tadamorija |
| 4946 Askalaphus       | 1988 BW1       | Askalaf, mitološka oseba povezana s trojansko vojno * |
| 4947 Ninkasi          | 1988 TJ1       | * |
| 4948 -                | 1988 VF1       | * |
| 4949 -                | 1988 WE        | * |
| 4950 House            | 1988 XO1       | * |
| 4951 Iwamoto          | 1990 BM        | Masayuki Iwamoto, japonski ljubiteljski astronom |
| 4952 Kibeshigemaro    | 1990 FC1       | Shigemaro Kibe, japonski inženir optike |
| 4953 -                | 1990 MU        | * |
| 4954 Eric             | 1990 SQ        | * |
| 4955 Gold             | 1990 SF2       | Robert E. Goldiz Laboratorija za uporabno fiziko na Univerzi Johnsa Hopkinsa in sodelavec v misiji NEAR Shoemaker † |
| 4956 Noymer           | 1990 VG1       | * |
| 4957 Brucemurray      | 1990 XJ        | Bruce Murray, ameriški planetarni strokovnjak, soustanovitelj (skupaj z Carlom Saganom Planetarne družbe (Planetary Society) |
| 4958 Wellnitz         | 1991 NT1       | Dennis D. Wellnitz, ameriški astronom |
| 4959 Niinoama         | 1991 PA1       | žena Taira no Kiyomorija |
| 4960 Mayo             | 4657 P-L       | * |
| 4961 Timherder        | 1958 TH1       | Timothy Scott Herder, ameriški namestnik projektnega vodje misije New Horizons (Pluton-Kuiperjev pas) † |
| 4962 Vecherka         | 1973 TP        | * |
| 4963 Kanroku          | 1977 DR1       | duhovnik Kanroku, ki je prišel preko morja iz kraljevine Pekče (Koreja) na Japonsko v obdobju Asuka [MPC 22504] |
| 4964 Kourovka         | 1979 OD15      | * |
| 4965 Takeda           | 1981 EP28      | Hiroši Takeda, japonski meteorolog |
| 4966 Edolsen          | 1981 EO34      | Edward John Olsen, ameriški strokovnjak za meteorje † |
| 4967 Glia             | 1983 CF1       | * |
| 4968 Suzamur          | 1986 PQ        | Suzanne Moss Murray, prijateljica odkritelja [MPC 22504] |
| 4969 Lawrence         | 1986 TU        | * |
| 4970 Druyan           | 1988 VO2       | Ann Druyan, pisateljica in producentka, žena Carla Sagana* |
| 4971 Hoshinohiroba    | 1989 BY        | Hoshinohiroba, Omrežje za opazovanje Comet Observers Network in Japonska [MPC 22504] |
| 4972 Pachelbel        | 1989 UE7       | Johann Pachelbel, nemški skladatelj* |
| 4973 Showa            | 1990 FT        | izdelovalec teleskopov nan Japonskem [MPC 21132] |
| 4974 Elford           | 1990 LA        | * |
| 4975 Dohmoto          | 1990 SZ1       | Jošio Dohmoto, japonski astronom [MPC 22504] |
| 4976 Choukyongchol    | 1991 PM        | Kyong-Chol Chou, korejski astronom |
| 4977 Rauthgundis      | 2018 P-L       | Rauthgundis Seitz, prijateljica odkriteljev* |
| 4978 Seitz            | 4069 T-2       | Horstmar Seitz, prijateljica enega izmed odkriteljev [MPC 22505] |
| 4979 Otawara          | 1949 PQ        | Akira Otawara, japonski umetnik fotografije in pisatelj [MPC 22505] |
| 4980 Magomaev         | 1974 SP1       | Muslim Magomajev (rusko Муслим Магомет оглы Магомаев), sovjetski jazz in operni pevec ( iz Azerbajdžana)* |
| 4981 Sinyavskaya      | 1974 VS        | Tamara Sinyavskaya, sovjetski operna pevka, žena Muslima Magomajeva* |
| 4982 Bartini          | 1977 PE1       | * |
| 4983 Schroeteria      | 1977 RD7       | Johann Hieronymus Schröter, nemški astronom † ‡ |
| 4984 -                | 1978 VU10      | * |
| 4985 Fitzsimmons      | 1979 QK4       | Alan Fitzsimmons, irski astronom † Arhivirano 2007-06-24 na Wayback Machine. |
| 4986 Osipovia         | 1979 SL7       | * |
| 4987 Flamsteed        | 1980 FH12      | Ethelwin ("Win") Frances Flamsteed Moffattiz južne Avstralije, potomec brata prvega Kraljevega astronoma Johna Flamsteeda . † Arhivirano 2007-09-29 na Wayback Machine. ‡ Arhivirano 2006-08-22 na Wayback Machine.                                           |
| 4988 Chushuho         | 1980 VU1       | Ču, Šu Ho David, vzgojitelj iz Hong Konga, podpornik Olimpijskih iger leta 2008 v Pekingu † |
| 4989 Joegoldstein     | 1981 DX1       | Joseph I. Goldstein, ameriški strokovnjak za meteorite * |
| 4990 Trombka          | 1981 ET26      | Jacob Israel Trombka, ameriški fizik |
| 4991 Hansuess         | 1981 EU29      | Hans Eduard Suess, v Avstriji rojen ameriški geokemik* |
| 4992 Kálmán           | 1982 UX10      | Emmerich Kalman (Imre Kálmán), madžarski skladatelj ‡ Arhivirano 2004-10-27 na Wayback Machine. + |
| 4993 Cossard          | 1983 GR        | Guido Cossard, italijanski arheoastronom † |
| 4994 Kisala           | 1983 RK3       | Rachel Kisala, delal je za Dr. Briana Marsdena na Središču za male planete in na Harvard-Smithsonianovi inštituciji za astrofiziko v Cambridgu (ZDA) † Arhivirano 2005-08-29 na Wayback Machine.                                                              |
| 4995 Griffin          | 1984 QR        | Griffin Swanson, sin odkritelja † |
| 4996 Veisberg         | 1986 PX5       | Vladimir Grigorjevič Veisberg, ruski slikar [MPC 22505] |
| 4997 Ksana            | 1986 TM        | Ksenija Andréevna Nessler, prijateljica odkritelja [MPC 22505] |
| 4998 Kabashima        | 1986 VG        | Fujio Kabašima, japonski ljubiteljski astronom |
| 4999 MPC              | 1987 CJ        | Okrožnice središča za male planete (MPC ali Minor Planet Circulars), Središče za male planete † |
| 5000 IAU              | 1987 QN7       | kratica za Mednarodna astronomska zveza (International Astronomical Union) † Arhivirano 2011-09-27 na Wayback Machine. |

| Predhodnik: 4001–4500 | Pomeni imen asteroidov Seznam asteroidov (4501-4750) Seznam asteroidov (4751-5000) | Naslednik: 5001–5500 |